# Sovrani d'Italia

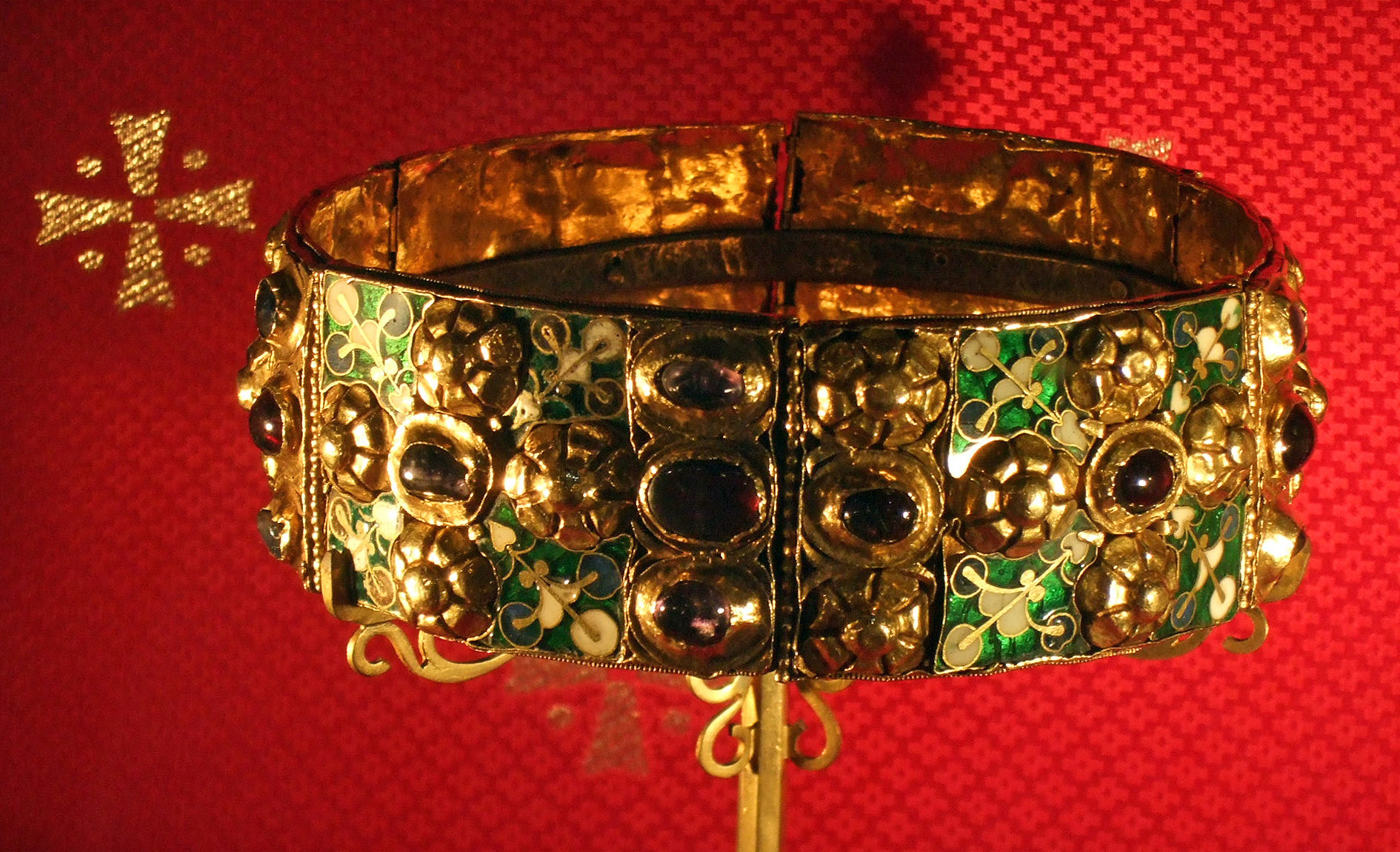
La Corona ferrea, custodita nel Duomo di Monza

Questa pagina contiene l'elenco cronologico dei sovrani d'Italia a partire dalla caduta dell'Impero romano d'Occidente, avvenuta nel 476.
Sono inclusi nell'elenco i sovrani che hanno regnato sulle seguenti entità statuali:
- il Regno di Odoacre, fondato dal capo germanico sui territori dell'antica Diocesi Italiciana e dissoltosi con la sua morte;
- il Regno degli Ostrogoti, stabilito dal re Teodorico dopo la sua vittoria su Odoacre e annesso all'Impero romano d'oriente in seguito alla guerra greco-gotica;
- il Regno dei Longobardi, tra il VI e l'VIII secolo, comprendente la Langobardia Maior e la Langobardia Minor;
- il Regno d'Italia medievale, nuova entità statale nata dopo la fine del Regno dei Longobardi nell'Italia centro-settentrionale, conquistato per mano dei Franchi di Carlo Magno, e direttamente integrato nel Sacro Romano Impero all'inizio dell'XI secolo;
- il Regno d'Italia napoleonico, istituito nell'Italia settentrionale da Napoleone Bonaparte nel 1805 e soppresso nel 1814;
- il Regno d'Italia sabaudo, nato in seguito alle vicende del Risorgimento e diventato Repubblica dopo il referendum istituzionale del 2 giugno 1946.

## Titoli utilizzati
- Re dei Goti – Rex Gothorum: attribuito dal cronista Marcellino ad Odoacre, che però non lo utilizzò mai ufficialmente;[1] impiegato dai sovrani ostrogoti.
- Re dei Longobardi – Rex Langobardorum o Rex gentis Langobardorum:[2] utilizzato dai sovrani longobardi e mantenuto inizialmente anche da Carlo Magno e dai suoi successori carolingi.[3]
- Re d'Italia – Rex Italiae: attribuito da Vittore di Vita ad Odoacre, che però non lo utilizzò mai ufficialmente;[1] utilizzato da cronisti e annalisti in riferimento ai sovrani del Regnum Italiae a cominciare dall'età carolingia;[4] impiegato negli atti ufficiali di Napoleone e dei Savoia.
- Re degli Italici – Rex Italicorum: attestato nel X secolo, sul finire dell'epoca della cosiddetta Anarchia Feudale, e usato almeno da Ottone I di Sassonia.[5]
- Re dei Romani  - Rex Romanorum: titolo dei sovrani del Sacro Romano Impero dopo l'elezione a imperatore ma prima dell'incoronazione da parte del papa. Era generalmente utilizzato in abbinamento al titolo di Re d'Italia ed era connesso all'affermazione del concetto della personalità del diritto: con esso l'imperatore germanico confermava la propria sovranità anche sui sudditi della natione latina, i "Romani", che continuavano ad applicare il diritto romano a differenza degli altri sudditi germanici
- Re (senza ulteriori specificazioni) – Rex: utilizzato da Odoacre nei suoi documenti ufficiali;[1] impiegato dalle cancellerie dei sovrani del Regnum Italiae medievale.[6]

## Regni romano-germanici

### Patrizio della Diocesi Italiana (476–493)
Dopo aver deposto Romolo Augusto, ultimo imperatore romano d'Occidente, Odoacre fu riconosciuto dall'imperatore d'oriente Zenone e autorizzato a governare la Diocesi d'Italia come suo vicario con il rango di Patrizio.
Non è chiaro con quale titolo Odoacre regnasse: proclamato re dalle sue truppe germaniche, viene definito da Giordane "Re dei Turcilingi" e altrove "Re degli Eruli" e "Sovrano dei Goti e dei Romani" (Gothorum Romanorumque regnator), da Marcellino "Re dei Goti" e da Vittore di Vita "Re d'Italia", una moltitudine di denominazioni che lo stesso Giordane riassume nell'espressione "Re delle Genti" (rex gentium). Le monete da lui coniate riportano soltanto il nome (Flavius Odovacar), mentre il suo unico documento sopravvissuto lo definisce semplicemente Rex, senza alcuna determinazione etnica o geografica.
| Ritratto | Nome (nascita–morte)         | Regno           | Regno        | Note                                 |
| Ritratto | Nome (nascita–morte)         | Inizio          | Fine         | Note                                 |
| -------- | ---------------------------- | --------------- | ------------ | ------------------------------------ |
|          | Odoacre (433 – 15 marzo 493) | 4 settembre 476 | 15 marzo 493 | Fu ucciso dal re ostrogoto Teodorico |

### Re degli Ostrogoti (493–553)
Nel 493, il capo ostrogoto Teodorico sconfisse Odoacre, e diede inizio a una nuova dinastia. Il dominio ostrogoto finì nel 553 con la morte di Teia, quando l'Italia fu portata sotto il diretto controllo dell'Impero romano d'oriente.
| Ritratto              | Nome (nascita–morte)                      | Regno                | Regno                | Note |                      |
| Ritratto              | Nome (nascita–morte)                      | Inizio               | Fine                 | Note |                      |
| Dinastia degli Amali  | Dinastia degli Amali                      | Dinastia degli Amali | Dinastia degli Amali | Dinastia degli Amali | Dinastia degli Amali |
| --------------------- | ----------------------------------------- | -------------------- | -------------------- | --- | -------------------- |
|                       | Teodorico il Grande (454 – 30 agosto 526) | 15 marzo 493         | 30 agosto 526        | Re degli Ostrogoti dal 474 |                      |
|                       | Atalarico (516/518 – 2 ottobre 534)       | 30 agosto 526        | 2 ottobre 534        | Nipote di Teodorico; a causa della sua giovane età, il potere fu esercitato dalla madre Amalasunta |                      |
|                       | Amalasunta (495 – 30 aprile 535)          | 534                  | 535                  | Figlia di Teodorico e madre di Atalarico; Divenne regina insieme a Teodato dopo la morte del figlio |                      |
|                       | Teodato (482 – 536)                       | 2 ottobre 534        | 536 (deposto)        | Duca di Tuscia e figlio di Amalafrida, sorella di Teodorico; fu scannato dai sicari assoldati dal successore Vitige |                      |
| Sovrani non dinastici |                                           |                      |                      | |                      |
|                       | Vitige (? – 542)                          | autunno 536          | maggio 540 (deposto) | Sposò Matasunta, l'unica figlia della regina Amalasunta (536), creando così un legame con la famiglia di Teodorico, di cui quest'ultima era figlia; fu fatto prigioniero dal generale bizantino Belisario e portato a Costantinopoli |                      |
|                       | Ildibaldo (? – 541)                       | maggio 540           | 541                  | Fu ucciso durante un banchetto di corte |                      |
|                       | Erarico (? – novembre 541)                | giugno 541           | novembre 541         | Fu assassinato in una congiura |                      |
|                       | Baduila (Totila) (516 circa – luglio 552) | novembre 541         | luglio 552           | Lottò strenuamente contro le mire espansionistiche di Giustiniano, assediando Roma nel 546; morì nella battaglia di Tagina |                      |
|                       | Teia (? – 553)                            | luglio 552           | 553                  | Cadde in battaglia, colpito a morte da un giavellotto |                      |

### Restaurazione imperiale (553–568)
Dopo la morte di Teia, l'Italia divenne parte dell'Impero romano d'oriente sotto Giustiniano I (r. 527-565). Alla sua morte gli successe il nipote Giustino II (r. 565-578): durante il suo regno l'Italia fu in gran parte conquistata dai Longobardi.

### Re dei Longobardi (568–774)
Dopo 15 anni di dominio bizantino, nel 568 Alboino condusse i Longobardi in Italia e ricostituì un regno germanico.
Per i successivi due secoli, i Longobardi lottarono con i Bizantini per la supremazia nella penisola stabilendo la loro autorità su parecchie zone, arrivando infine a controllare la quasi totalità dell'Italia continentale (con l'esclusione di Venezia, Roma, Napoli e le estremità meridionali di Puglia e Calabria). Il dominio longobardo durò fino alla discesa in Italia di Carlo Magno (774).
| Ritratto                                        | Nome (nascita–morte)                        | Regno              | Regno                | Matrimoni                                                                    | Note |
| Ritratto                                        | Nome (nascita–morte)                        | Inizio             | Fine                 | Matrimoni                                                                    | Note |
| Dinastia Gausi                                  | Dinastia Gausi                              | Dinastia Gausi     | Dinastia Gausi       | Dinastia Gausi                                                               | Dinastia Gausi |
| ----------------------------------------------- | ------------------------------------------- | ------------------ | -------------------- | ---------------------------------------------------------------------------- | --- |
|                                                 | Alboino (530 circa – 28 giugno 572)         | estate-autunno 569 | 28 giugno 572        | (1) Clodosvinta dei Franchi una figlia (2) Rosmunda dei Gepidi nessun figlio | Re dei Longobardi dal 560; fu ucciso in una congiura ordita dalla moglie Rosmunda                                                                       |
| Dinastia Beleos                                 |                                             |                    |                      |                                                                              | |
|                                                 | Clefi (? – inizio 574)                      | metà 572           | inizio 574           | Masane almeno un figlio                                                      | Fu sgozzato da una guardia del corpo |
| Interregno                                      |                                             |                    |                      |                                                                              | |
| Periodo dei Duchi, detto dell'Anarchia (574-84) |                                             |                    |                      |                                                                              | |
| Dinastia Beleos                                 |                                             |                    |                      |                                                                              | |
|                                                 | Autari (? – 5 settembre 590)                | 584                | 5 settembre 590      | Teodolinda dei Bavari probabilmente nessun figlio                            | Figlio di Clefi; fu il primo sovrano longobardo che si attribuì il titolo di Flavio; fu avvelenato oppure morì di malattia                              |
| Dinastia Anawas                                 |                                             |                    |                      |                                                                              | |
|                                                 | Agilulfo (? – 616)                          | maggio 591         | 616                  | Teodolinda dei Bavari un figlio e una figlia                                 | Duca di Torino |
| Dinastia Bavarese                               |                                             |                    |                      |                                                                              | |
|                                                 | Adaloaldo (602/603 – 626)                   | 616                | 626                  | ?                                                                            | Figlio di Agilulfo e Teodolinda; fu associato al trono nel 604; primo Re Cattolico; forse fu avvelenato                                                 |
| Dinastia Caupu                                  |                                             |                    |                      |                                                                              | |
|                                                 | Arioaldo (? – 636)                          | 625/6              | 636                  | Gundeperga nessun figlio                                                     | Ariano, sposato con la figlia di Teodolinda, si rivoltò al cognato Adaloaldo                                                                            |
| Dinastia degli Arodingi                         |                                             |                    |                      |                                                                              | |
|                                                 | Rotari (606 circa – 652)                    | 636                | 652                  | Gundeperga almeno un figlio                                                  | Duca di Brescia, ariano |
|                                                 | Rodoaldo (? – 653)                          | 652                | 653                  | ?                                                                            | Figlio di Rotari e Gundeperga, ariano; fu assassinato                                                                                                   |
| Dinastia Bavarese                               |                                             |                    |                      |                                                                              | |
|                                                 | Ariperto I (? – 661)                        | 653                | 661                  | Nome sconosciuto due figli e una figlia                                      | Cattolico, figlio del duca di Asti Gundoaldo, il fratello di Teodolinda; divise il regno tra i suoi due figli                                           |
|                                                 | Pertarito (645 circa – 688) (primo regno)   | 661                | 662 (deposto)        | Rodelinda un figlio e una figlia                                             | Figlio di Ariperto; si insediò a Milano |
|                                                 | Godeperto (645 circa – 662)                 | 661                | 662                  | Nome sconosciuto almeno un figlio                                            | Figlio di Ariperto; si insediò a Pavia |
| Dinastia di Grimoaldo                           |                                             |                    |                      |                                                                              | |
|                                                 | Grimoaldo (600 circa – 671)                 | 662                | 671                  | (1) Itta almeno un figlio (2) Sorella di Pertarito e Godeperto un figlio     | Ariano, uccise Godeperto e occupò il trono, mentre Pertarito andò in esilio                                                                             |
|                                                 | Garibaldo (665 circa – ?)                   | 671                | 671 (deposto)        | –                                                                            | Figlio di Grimoaldo e della sorella di Pertarito e Godeperto                                                                                            |
| Dinastia Bavarese                               |                                             |                    |                      |                                                                              | |
|                                                 | Pertarito (645 circa – 688) (secondo regno) | 671                | 688                  | Rodelinda un figlio e una figlia                                             | Ritornato sul trono |
|                                                 | Cuniperto il Pio (660 circa – 700)          | 688                | 700                  | Ermelinda del Kent un figlio                                                 | Figlio di Pertarito, che lo associò al trono nel 680 |
|                                                 | Liutperto (? – 702) (primo regno)           | 700                | 701 (deposto)        | –                                                                            | Figlio di Cuniperto; fu deposto da Ragimperto |
|                                                 | Ragimperto (prima del 662 – 701)            | 701                | fine 701             | Nome sconosciuto almeno due figli                                            | Duca di Torino, figlio di Godeperto |
|                                                 | Liutperto (? – 702) (secondo regno)         | 702                | 702                  | –                                                                            | Fu riportato sul trono dal suo tutore Ansprando e dal suo alleato Rotarit, poco dopo la morte di Ragimperto                                             |
|                                                 | Ariperto II (? – marzo 712)                 | 702                | marzo 712            | Nome sconosciuto almeno un figlio                                            | Figlio di Ragimperto, che lo aveva associato al trono; fece uccidere il suo predecessore; morì mentre fuggiva, dopo essere stato sconfitto da Ansprando |
| Dinastia di Ansprando                           |                                             |                    |                      |                                                                              | |
|                                                 | Ansprando (657 circa – luglio 712)          | marzo 712          | luglio 712           | Teodorada due figli e due figlie                                             | Duca di Asti, già reggente e tutore di Liutperto |
|                                                 | Liutprando (690 circa – gennaio 744)        | luglio 712         | gennaio 744          | Guntrude una figlia                                                          | Figlio minore di Ansprando, che lo associò al trono |
|                                                 | Ildebrando (? – ?)                          | gennaio 744        | agosto 744 (deposto) | ?                                                                            | Figlio di Sigiprando, fratello di Liutprando; nel 737 fu associato al trono per iniziativa della nobiltà; fu deposto dai duchi                          |
| Dinastia di Rachis e Astolfo                    |                                             |                    |                      |                                                                              | |
|                                                 | Rachis (? – ?) (primo regno)                | agosto 744         | luglio 749 (deposto) | Tassia almeno due figli e una figlia                                         | Duca del Friuli; si attribuì il titolo di Princeps; fu deposto dai duchi e si ritirò a Montecassino con i figli                                         |
|                                                 | Astolfo (? – dicembre 756)                  | luglio 749         | dicembre 756         | ?                                                                            | Fratello di Rachis |
|                                                 | Rachis (? – ?) (secondo regno)              | dicembre 756       | marzo 757 (deposto)  | Tassia almeno due figli e una figlia                                         | Tentò di riprendere il trono dopo la morte di Astolfo, ma fu contrastato da Desiderio                                                                   |
| Dinastia di Desiderio                           |                                             |                    |                      |                                                                              | |
|                                                 | Desiderio (? – ?)                           | marzo 757          | giugno 774 (deposto) | Ansa un figlio e quattro figlie                                              | Duca di Tuscia; fu deposto da Carlo Magno |
|                                                 | Adelchi (? – 788 circa)                     | associato          | associato            | ?                                                                            | Figlio di Desiderio; fu associato al trono nell'agosto 759; fu deposto da Carlo Magno                                                                   |

## Regnum Italiae

### IlRegnum Italiaecome parte dell'Impero carolingio
Nel 774 i Longobardi furono sconfitti dai Franchi condotti da Carlo Magno e il loro re Desiderio deposto. Carlo assunse il titolo di re dei Longobardi e il regno sopravvisse come parte del dominio dei Franchi, anche se come entità separata. A partire da Lotario I, la denominazione di Regnum Langobardorum viene affiancata sempre più spesso da quelle di Regnum Italiae (già sporadicamente usata sotto Carlo), Regnum Italicum e Regnum Italicorum, che finirono per sostituirla progressivamente. Con la sola eccezione di Ludovico il Pio (designato imperatore dal padre e incoronato quando il Regno dei Longobardi era ancora sotto Bernardo) riuscirono a ottenere il titolo imperiale e a farsi incoronare tali solo quei sovrani nei cui domini era compresa anche l'Italia, poiché il suo controllo era essenziale per garantire la protezione sulla Chiesa di Roma. L'incoronazione avveniva solitamente a Pavia, l'antica capitale longobarda. L'incoronazione imperiale, invece, avveniva successivamente a Roma.

#### Carolingi (774–888)
| Ritratto | Nome (nascita–morte)                              | Regno           | Regno                     | Matrimoni | Note |
| Ritratto | Nome (nascita–morte)                              | Inizio          | Fine                      | Matrimoni | Note |
| -------- | ------------------------------------------------- | --------------- | ------------------------- | --- | --- |
|          | Carlo I Magno (2 aprile 742 – 28 gennaio 814)     | 5 giugno 774    | 28 gennaio 814            | (1) Imiltrude un figlio e una figlia (2) Desiderata nessun figlio (3) Ildegarda quattro figli e cinque figlie (4) Fastrada due figlie (5) Liutgarda nessun figlio | Re dei Franchi dal 24 settembre 768 Imperatore dei Romani dal 25 dicembre 800                                                                                                  |
|          | Pipino (aprile 773 – 8 luglio 810)                | 15 aprile 781   | 8 luglio 810              | – | Nacque con il nome di Carlomanno; regnò sotto la sovranità di suo padre, Carlo Magno                                                                                           |
|          | Bernardo (797 – 17 agosto 818)                    | 8 luglio 810    | primavera 818 (deposto)   | Cunegonda un figlio | Figlio di Pipino; venuto in attrito con suo zio Ludovico, si ribellò, venendo così arrestato e giustiziato                                                                     |
|          | Ludovico I il Pio (778 – 20 giugno 840)           | primavera 818   | 20 giugno 840             | (1) Ermengarda di Hesbaye tre figli e tre figlie (2) Giuditta di Baviera un figlio ed una figlia                                                                  | Figlio di Carlo Magno e di Ildegarda; Imperatore e Re dei Franchi |
|          | Lotario I (795 – 29 settembre 855)                | 17 aprile 818   | aprile 850 (abdica)       | Ermengarda di Tours tre figli e cinque figlie | Figlio di Ludovico il Pio e di Ermengarda; fu Re sotto la sovranità di suo padre fino alla sua morte, quando divenne Imperatore; cedette la corona italiana al figlio Ludovico |
|          | Ludovico II il Giovane (822/825 – 12 agosto 875)  | 15 giugno 844   | 12 agosto 875             | Engelberga d'Alsazia due figlie | Figlio di Lotario e di Ermengarda; Imperatore; inizialmente associato al trono dal padre                                                                                       |
|          | Carlo II il Calvo (13 giugno 823 – 6 ottobre 877) | 25 dicembre 875 | 6 ottobre 877             | (1) Ermentrude d'Orléans quattro figli e cinque figlie (2) Richilde di Provenza quattro figli e una figlia                                                        | Figlio di Ludovico il Pio e Giuditta; Imperatore e Re di Francia |
|          | Carlomanno (830 – 12 aprile 880)                  | 6 ottobre 877   | 22 marzo 880              | Nome sconosciuto nessun figlio | Figlio di Ludovico il Germanico; Re di Baviera; gravemente malato, cedette il controllo dell'Italia al fratello Carlo sul finire dell'879                                      |
|          | Carlo III il Grosso (839 – 13 gennaio 888)        | 22 marzo 880    | 11 novembre 887 (deposto) | Riccarda di Svevia nessun figlio | Figlio di Ludovico il Germanico; Imperatore, Re di Alemannia, Re dei Franchi Orientali e Occidentali                                                                           |

### Sovrani post-carolingi (888–962)
Tra l'888 e il 962, per un certo periodo il trono d'Italia continuò a essere collegato al titolo di imperatore dei Romani; vale a dire che diversi sovrani si contendevano in contemporanea il Regnum Italiae, poiché il suo controllo consentiva l'accesso anche il titolo imperiale (cosa che però non riuscì a nessuno in seguito alla morte di Berengario I e fino alla discesa di Ottone I).
| Ritratto                  | Nome (nascita–morte)                             | Regno                     | Regno                     | Matrimoni | Note |
| Ritratto                  | Nome (nascita–morte)                             | Inizio                    | Fine                      | Matrimoni | Note |
| Dinastia degli Unrochingi | Dinastia degli Unrochingi                        | Dinastia degli Unrochingi | Dinastia degli Unrochingi | Dinastia degli Unrochingi | Dinastia degli Unrochingi |
| ------------------------- | ------------------------------------------------ | ------------------------- | ------------------------- | --- | --- |
|                           | Berengario I (850 circa – 7 aprile 924)          | gennaio / febbraio 888    | 7 aprile 924              | Bertila di Spoleto diversi figli                                                                                                 | Figlio di Eberardo del Friuli e Gisella, figlia di Ludovico il Pio; Marchese del Friuli; fu re incontestato tra il 905 e il 922; divenne Imperatore nel 915                                                          |
| Dinastia dei Guidonidi    |                                                  |                           |                           | | |
|                           | Guido (855 circa – novembre 894)                 | 16 febbraio 889           | novembre 894              | Ageltrude un figlio | Nipote per parte paterna di Adelaide, figlia di Bernardo d'Italia; Duca di Spoleto; contese il trono a Berengario; divenne Imperatore nell'891                                                                       |
|                           | Lamberto (880 circa – 15 ottobre 898)            | novembre 894              | 15 ottobre 898            | – | Figlio di Guido e di Ageltrude; Duca di Spoleto ed Imperatore; contese il trono a Berengario e Arnolfo |
| Dinastia Carolingia       |                                                  |                           |                           | | |
|                           | Arnolfo (850 circa – 8 dicembre 899)             | metà 894                  | 8 dicembre 899            | Oda un figlio | Figlio di Carlomanno di Baviera; Re dei Franchi Orientali; contese il trono a Berengario, Guido e Lamberto; divenne Imperatore nell'896                                                                              |
| Dinastia Bosonide         |                                                  |                           |                           | | |
|                           | Ludovico III il Cieco (882 circa – 5 giugno 928) | 12 ottobre 900            | 21 luglio 905 (deposto)   | (1) Anna di Costantinopoli un figlio (2) Adelaide forse un figlio                                                                | Figlio di Bosone I e di Ermengarda, figlia di Ludovico il Giovane; Re di Provenza; divenne Imperatore nel 901; contese il trono a Berengario; fu accecato e costretto a rinunciare alla corona italiana ed imperiale |
| Dinastia Guelfa           |                                                  |                           |                           | | |
|                           | Rodolfo (888 circa – fine 937)                   | febbraio 922              | 6 luglio 926 (deposto)    | Berta di Svevia tre figli e due figlie                                                                                           | Figlio di Rodolfo I di Borgogna e di Willa, sorella di Ludovico III; Re di Borgogna; contese il trono a Berengario e Ugo; costretto a fuggire dall'Italia, trattò con Ugo la rinuncia alle sue pretese               |
| Dinastia Bosonide         |                                                  |                           |                           | | |
|                           | Ugo (880 circa – 10 aprile 947)                  | 6 luglio 926              | 10 aprile 947             | (1) Willa di Provenza nessun figlio (2) Hilda un figlio e una figlia (3) Marozia nessun figlio (4) Berta di Svevia nessun figlio | Figlio Tebaldo d'Arles e di Berta, figlia di Lotario II di Lotaringia; Marchese di Provenza; cedette la Provenza a Rodolfo in cambio della sua rinuncia all'Italia                                                   |
|                           | Lotario II (925 circa – 22 novembre 950)         | 10 aprile 947             | 22 novembre 950           | Adelaide di Borgogna una figlia                                                                                                  | Figlio di Ugo; forse avvelenato da Berengario II |
| Dinastia Anscarica        |                                                  |                           |                           | | |
|                           | Berengario II (900 circa – 6 luglio 966)         | 15 dicembre 950           | 25 dicembre 961 (deposto) | Willa di Toscana tre figli e quattro figlie                                                                                      | Figlio di Adalberto I d'Ivrea e di Gisla, figlia di Berengario I; Marchese d'Ivrea; dal 952 riconobbe la supremazia del re dei Franchi Orientali Ottone I, finché non fu deposto per essersi ribellato               |
|                           | Adalberto (931 circa – 972/975)                  | 15 dicembre 950           | 25 dicembre 961 (deposto) | Gerberga di Châlon quattro figli e una figlia                                                                                    | Marchese d'Ivrea; regnò insieme al padre Berengario II |

### Regnum Italiaecome parte del Sacro Romano Impero
Dal 963 il Regnum Italiae fu governato (ad eccezione della parentesi di regno dell'anscarico Arduino d'Ivrea) dai re dei Franchi Orientali, ovvero della parte orientale del vecchio impero carolingio, area corrispondente all'attuale Germania, i quali riuscirono anche ad assicurarsi il titolo imperiale romano associato al dominio sull'Italia. Per secoli i sovrani tedeschi organizzarono spedizioni in Italia allo scopo di recarsi a Roma per ricevere dal papa la corona imperiale, e talvolta decisero di cingere anche la corona italiana, perlopiù a Milano. Tuttavia, dal 1508, con l'assenso papale, Massimiliano I d'Asburgo iniziò a fregiarsi del titolo imperiale nonostante non fosse stato ancora incoronato né re d'Italia né imperatore; suo nipote Carlo V fu l'ultimo imperatore ad essere incoronato anche re d'Italia.
Il potere effettivo dei sovrani sul regno cominciò a declinare a partire dal XII secolo, per ridursi sempre più nei secoli successivi a un dominio puramente formale. Con l'età moderna (secoli XVI-XVIII) il Regnum Italicum cessò di esistere anche dal punto di vista formale (anche se non fu mai ufficialmente soppresso). Nel 1806, in seguito alla vittoria di Napoleone Bonaparte contro la Terza coalizione, l'Impero fu sciolto con la pace di Presburgo. Per questo periodo storico i titoli di Re dei Franchi Orientali e Re dei Romani e, anche se tecnicamente errato, Re di Germania sono equivalenti.
Nell'elenco che segue sono considerati re d'Italia solo quegli imperatori (o, se non incoronati tali, re dei Romani) che furono incoronati anche re d'Italia, o che (anche se non incoronati) ebbero un qualche potere effettivo sul regno e che effettuarono una Italienzug (spedizione in Italia) per l'incoronazione imperiale. Per tale motivo gli imperatori successivi a Carlo V non vengono più considerati re d'Italia, anche se il Regnum non fu mai ufficialmente soppresso.

#### Ottoni di Sassonia (962–1024)
| Ritratto           | Nome (nascita–morte)                                           | Incoronazione                                                 | Note e altre incoronazioni |
| Dinastia Ottoniana | Dinastia Ottoniana                                             | Dinastia Ottoniana                                            | Dinastia Ottoniana |
| ------------------ | -------------------------------------------------------------- | ------------------------------------------------------------- | --- |
|                    | Ottone I il Grande (23 novembre 912 – 7 maggio 973)            | Proclamato "Re degli Italici" a Pavia nel 951; non incoronato | Re dei Franchi Orientali: 7 agosto 936, Aquisgrana; Imperatore: 2 febbraio 962, Roma                                                     |
|                    | Ottone II di Sassonia (955 circa – 7 dicembre 983)             | non incoronato                                                | Figlio di Ottone I; Re dei Franchi Orientali: 26 maggio 961, Aquisgrana; Imperatore: 25 dicembre 967, Roma                               |
|                    | Ottone III di Sassonia (giugno o luglio 980 – 23 gennaio 1002) | 25 dicembre 983, Aquisgrana                                   | Figlio di Ottone II; Re dei Franchi Orientali: 25 dicembre 983, Aquisgrana; Imperatore: 21 maggio 996, Roma                              |
| Dinastia Anscarica |                                                                |                                                               | |
|                    | Arduino d'Ivrea (955 circa – 14 ottobre 1015)                  | 15 febbraio 1002, Pavia                                       | Marchese d'Ivrea; contese il trono ad Enrico II, ma abdicò nel 1014                                                                      |
| Dinastia Ottoniana |                                                                |                                                               | |
|                    | Enrico II il Santo (6 maggio 973 – 13 luglio 1024)             | 14 maggio 1004, Pavia                                         | Figlio di Enrico II di Baviera, nipote di Ottone I; Re dei Franchi Orientali: 7 giugno 1002, Magonza; Imperatore: 14 febbraio 1014, Roma |

#### Dinastie successive (1024-1556)
| Ritratto                 | Nome (nascita–morte)                                           | Incoronazione                              | Note |
| Dinastia Salica          | Dinastia Salica                                                | Dinastia Salica                            | Dinastia Salica |
| ------------------------ | -------------------------------------------------------------- | ------------------------------------------ | --- |
|                          | Corrado II il Salico (990 circa – 4 giugno 1039)               | non incoronato                             | Re dei Franchi Orientali: 8 settembre 1024, Magonza; Imperatore: 26 marzo 1027, Roma                                                    |
|                          | Enrico III il Nero (28 ottobre 1017 – 5 ottobre 1056)          | non incoronato                             | Figlio di Corrado; Re dei Franchi Orientali: Pasqua 1028, Aquisgrana; Imperatore: 25 dicembre 1046, Roma                                |
|                          | Enrico IV di Franconia (11 novembre 1050 – 7 agosto 1106)      | non incoronato                             | Figlio di Enrico III; Re dei Franchi Orientali: 17 luglio 1054, Aquisgrana; Imperatore: 31 marzo 1084, Roma; abdicò il 31 dicembre 1105 |
|                          | Corrado di Lorena (12 febbraio 1074 – 27 luglio 1101)          | luglio 1093, Milano                        | Figlio di Enrico IV; Re dei Romani: 30 maggio 1087, Aquisgrana; fu deposto nell'aprile del 1098                                         |
|                          | Enrico V di Franconia (8 gennaio 1081 – 23 maggio 1125)        | non incoronato                             | Figlio di Enrico IV; Re dei Romani: 6 gennaio 1099, Aquisgrana; Imperatore: 6/10 maggio 1111, Roma                                      |
| Dinastia di Supplimburgo |                                                                |                                            | |
|                          | Lotario III (1075 – 4 dicembre 1137)                           | non incoronato                             | Re dei Romani: 13 settembre 1125, Aquisgrana; Imperatore: 4 giugno 1133, Roma                                                           |
| Dinastia di Hohenstaufen |                                                                |                                            | |
|                          | Corrado III di Svevia (1093 – 15 febbraio 1152)                | 29 gennaio 1128, Monza                     | Re dei Romani: 13 marzo 1138, Aquisgrana                                                                                                |
|                          | Federico I Barbarossa (1122 – 10 giugno 1190)                  | 19 aprile 1155, Pavia 8 aprile 1162, Pavia | Re dei Romani: 9 marzo 1152, Aquisgrana; Imperatore: 18 giugno 1155, Roma                                                               |
|                          | Enrico VI di Svevia (novembre 1165 – 28 settembre 1197)        | 27 gennaio 1186, Milano                    | Figlio di Federico I; Re dei Romani: 15 agosto 1169, Aquisgrana; Imperatore: 15 aprile 1191, Roma                                       |
| Dinastia Guelfa          |                                                                |                                            | |
|                          | Ottone IV di Brunswick (1175 – 19 maggio 1218)                 | non incoronato                             | Re dei Romani: 12 luglio 1198, Aquisgrana; Imperatore: 21 ottobre 1209, Roma                                                            |
| Dinastia di Hohenstaufen |                                                                |                                            | |
|                          | Federico II di Svevia (26 dicembre 1194 – 13 dicembre 1250)    | non incoronato                             | Figlio di Enrico VI; Re dei Romani: 9 dicembre 1212, Magonza; Imperatore: 22 novembre 1220, Roma                                        |
| Casata di Lussemburgo    |                                                                |                                            | |
|                          | Enrico VII di Lussemburgo (1275 circa – 24 agosto 1313)        | 6 gennaio 1311, Milano                     | Re dei Romani: 6 gennaio 1309, Aquisgrana; Imperatore: 29 giugno 1312, Roma                                                             |
| Casato di Wittelsbach    |                                                                |                                            | |
|                          | Ludovico IV il Bavaro (1º aprile 1282 – 11 ottobre 1347)       | 31 maggio 1327, Milano                     | Re dei Romani: 25 novembre 1314, Aquisgrana; Imperatore: 17 gennaio 1328, Roma                                                          |
| Casata di Lussemburgo    |                                                                |                                            | |
|                          | Carlo IV di Lussemburgo (14 maggio 1316 – 29 novembre 1378)    | 6 gennaio 1355, Milano                     | Re dei Romani: 26 novembre 1346, Bonn; Imperatore: 5 aprile 1355, Roma                                                                  |
|                          | Sigismondo di Lussemburgo (15 febbraio 1368 – 9 dicembre 1437) | 25 novembre 1431, Milano                   | Re dei Romani: 8 novembre 1414, Aquisgrana; Imperatore: 31 maggio 1433, Roma                                                            |
| Casa d'Asburgo           |                                                                |                                            | |
|                          | Federico III d'Asburgo (21 settembre 1415 – 19 agosto 1493)    | 16 marzo 1452, Roma                        | Re dei Romani: 17 giugno 1442, Aquisgrana; Imperatore: 19 marzo 1452, Roma                                                              |
|                          | Carlo V d'Asburgo (24 febbraio 1500 – 21 settembre 1558)       | 22 febbraio 1530, Bologna                  | Imperatore-Eletto: 26 ottobre 1520, Aquisgrana; Imperatore: 24 febbraio 1530, Bologna; abdicò il 16 gennaio 1556                        |

## Regno d'Italia napoleonico

Bandiera del Regno d'Italia, 1805-1814

Il 17 marzo 1805 la Repubblica Italiana, un'entità statuale costituita in varie forme nell'Italia settentrionale negli anni precedenti, fu elevata a Regno. L'imperatore dei Francesi Napoleone I, suo presidente dal 1802, mantenne la carica di capo di Stato e fu incoronato re con la Corona ferrea nel Duomo di Milano il 26 maggio 1805. Il Regno d'Italia napoleonico fu soppresso ufficialmente dagli austriaci a seguito della convenzione di Mantova del 23 aprile 1814 e il suo territorio, alquanto rimpicciolito, andrà a costituire il 7 aprile 1815 il Regno Lombardo-Veneto, parte dell'Impero austriaco.

### Bonaparte (1805–1814)
| Ritratto | Nome (nascita–morte)                          | Regno          | Regno                    | Matrimoni                                                                       | Note                                                                                      |
| Ritratto | Nome (nascita–morte)                          | Inizio         | Fine                     | Matrimoni                                                                       | Note                                                                                      |
| -------- | --------------------------------------------- | -------------- | ------------------------ | ------------------------------------------------------------------------------- | ----------------------------------------------------------------------------------------- |
|          | Napoleone I (15 agosto 1769 – 5 maggio 1821)  | 17 marzo 1805  | 11 aprile 1814 (abdica)  | (1) Giuseppina di Beauharnais nessun figlio (2) Maria Luisa d'Austria un figlio | Imperatore dei francesi dal 1804 al 1814 e nel 1815                                       |
|          | Napoleone II (20 marzo 1811 – 22 luglio 1832) | 11 aprile 1814 | 25 maggio 1814 (deposto) | –                                                                               | Figlio di Napoleone e Maria Luisa; Re di Roma dalla nascita; non regnò mai effettivamente |

## Regno d'Italia sabaudo

Bandiera del Regno d'Italia

Il 17 marzo 1861 il Regno di Sardegna (notevolmente ingrandito nel biennio 1859-1860) cambiò il proprio nome in Regno d'Italia; i Savoia, titolari del Regno di Sardegna, mantennero la sovranità dello Stato nella sua nuova forma. Nel 1946 la Monarchia venne sostituita dalla Repubblica a seguito del referendum istituzionale.

### Savoia (1861–1946)
Oltre al titolo regio italiano avevano tra gli altri anche i titoli di re di Sardegna, re di Cipro, di Gerusalemme e di Armenia, duca di Savoia, duca di Genova, principe di Piemonte, principe di Carignano, re d'Albania (1939-1943) e imperatore d'Etiopia (1936-1943).
Vittorio Emanuele II di Savoia coniò anche monete con il titolo di "Re eletto", ovvero in procinto di diventare re d'Italia, che ebbero corso legale nelle Province Unite del Centro Italia, entità statale di breve esistenza costituita da territori che di lì a poco sarebbero stati annessi al Regno di Sardegna grazie ai plebisciti risorgimentali. Il termine "eletto" ha infatti, tra suoi i sinonimi, "designato", "investito", "prescelto" e "acclamato".
| Ritratto | Nome (nascita–morte)                                        | Regno          | Regno                    | Matrimoni                                       | Note |
| Ritratto | Nome (nascita–morte)                                        | Inizio         | Fine                     | Matrimoni                                       | Note |
| -------- | ----------------------------------------------------------- | -------------- | ------------------------ | ----------------------------------------------- | --- |
|          | Vittorio Emanuele II (14 marzo 1820 – 9 gennaio 1878)       | 17 marzo 1861  | 9 gennaio 1878           | Maria Adelaide d'Austria sei figli e due figlie | Già Re di Sardegna |
|          | Umberto I (14 marzo 1844 – 29 luglio 1900)                  | 9 gennaio 1878 | 29 luglio 1900           | Margherita di Savoia un figlio                  | Figlio di Vittorio Emanuele II; fu assassinato a Monza                                                                                       |
|          | Vittorio Emanuele III (11 novembre 1869 – 28 dicembre 1947) | 29 luglio 1900 | 9 maggio 1946 (abdica)   | Elena del Montenegro un figlio e quattro figlie | Figlio di Umberto I; fu Imperatore d'Etiopia (1936-1941) e Re d'Albania (1939-1943)                                                          |
|          | Umberto II (15 settembre 1904 – 18 marzo 1983)              | 9 maggio 1946  | 18 giugno 1946 (deposto) | Maria José del Belgio un figlio e tre figlie    | Figlio di Vittorio Emanuele III; Luogotenente del Regno dal 5 giugno 1944, si recò in esilio dopo la proclamazione della Repubblica Italiana |

### Pretendenti al Trono (dal 1946)

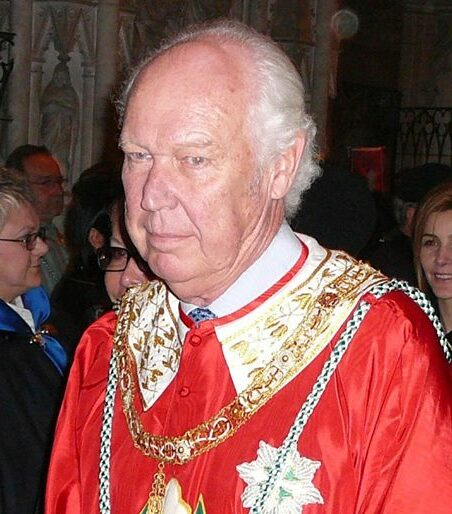
Vittorio Emanuele di Savoia

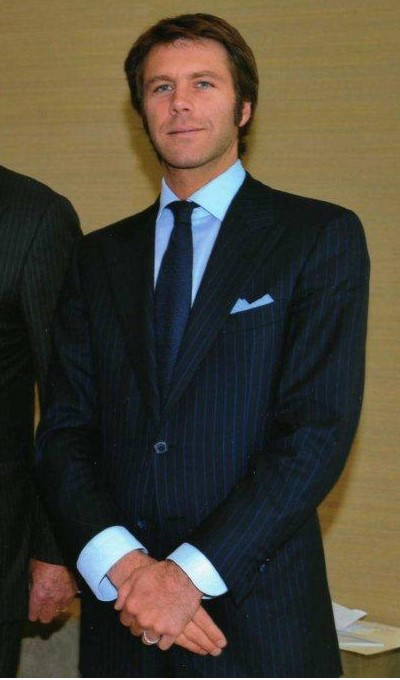
Emanuele Filiberto di Savoia-Carignano

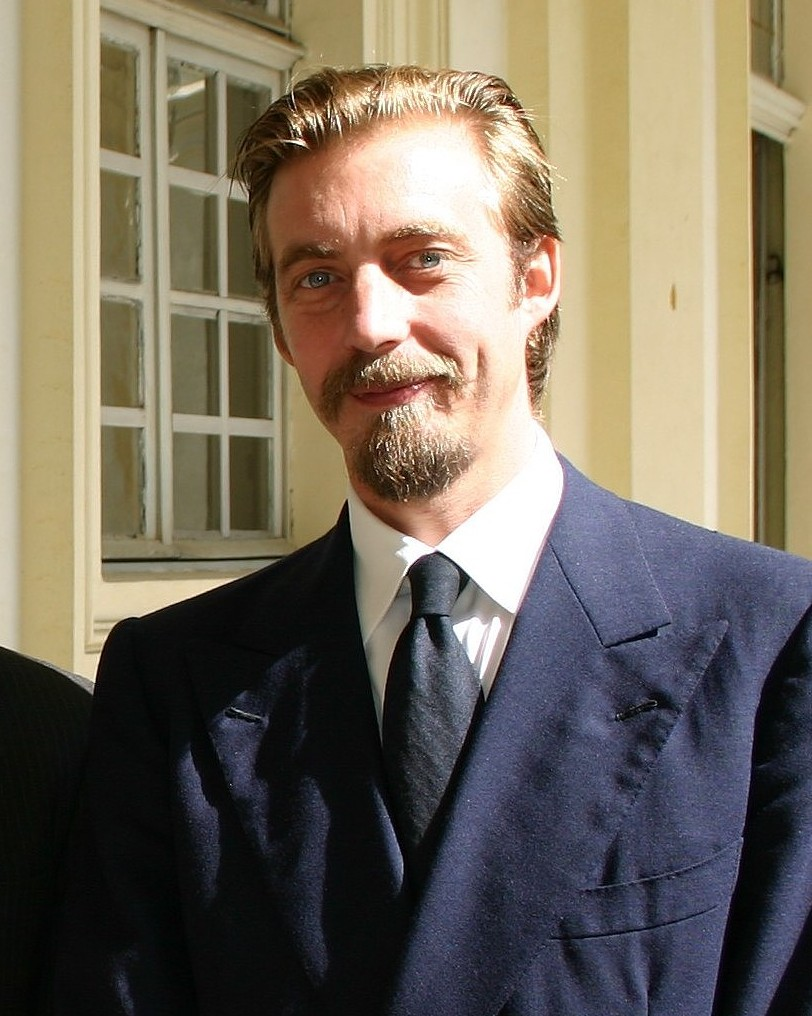
Aimone di Savoia-Aosta

Dopo la nascita della Repubblica Italiana i monarchici hanno continuato a considerare i membri di Casa Savoia come legittimi sovrani d'Italia.
- Umberto II di Savoia: 1946 – 1983

Dal 2006 il titolo è contestato da due rami della Casata:
Ramo discendente da Umberto I
- Vittorio Emanuele (fino a febbraio 2024)
- Emanuele Filiberto di Savoia (da febbraio 2024)

Ramo Savoia-Aosta discendente da Amedeo I d'Aosta
- Amedeo di Savoia-Aosta (fino a giugno 2021)
- Aimone di Savoia-Aosta (da giugno 2021)